# Anuel AA

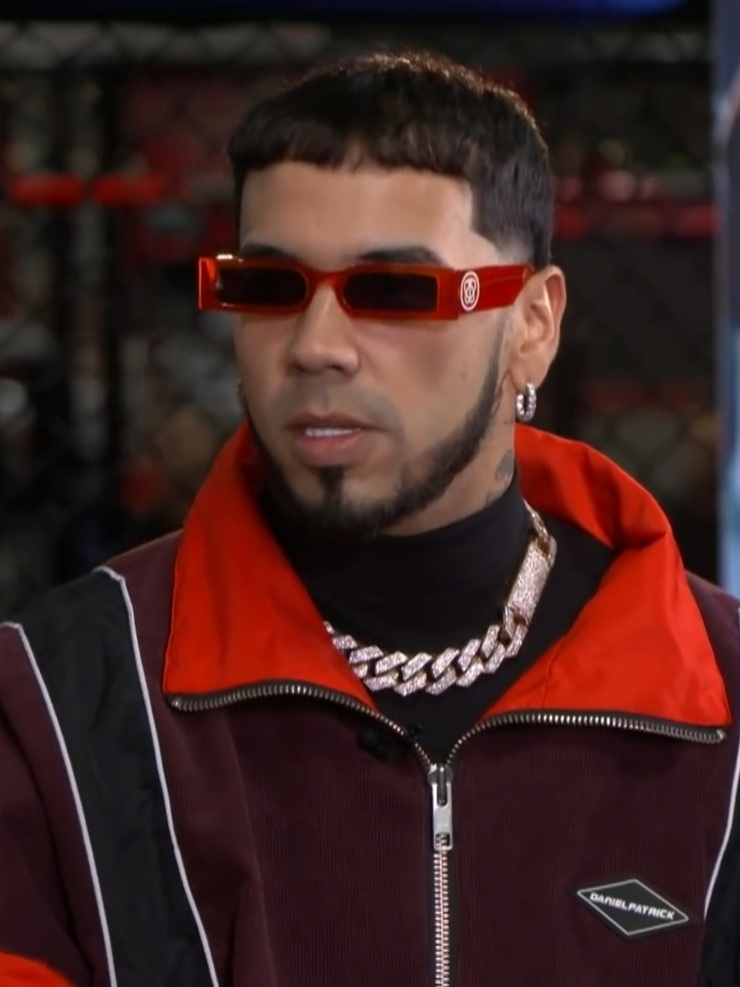
Anuel AA (2022)

Anuel AA (* 26. November 1992 in Carolina, Puerto Rico; bürgerlich: Emmanuel Gazmey Santiago) ist ein puerto-ricanischer Rapper und Sänger. Er gilt als einer der Vorreiter des Latin Trap, einer Mischung aus Reggaeton und Trap.

## Biografie
Emmanuel Gazmeys Beziehung zum Musikgeschäft geht auf seinen Vater zurück: José Gazmey war A&R-Manager und Talentsucher für Sony Music Entertainment in Puerto Rico. Er selbst erlangte unter dem Pseudonym Anuel AA Bekanntheit nicht über einen Musikverlag, sondern über das Internet. Ab 2010 veröffentlichte er Videos und gewann zunehmend Anhänger über die Landesgrenzen hinaus. Er arbeitete unter anderem mit Ozuna und Arcángel (Chota) zusammen und wurde schließlich von Rick Ross bei dessen Label Maybach Music Group unter Vertrag genommen.
Obwohl er 2016 wegen seiner Verwicklung in einen Fall von illegalem Waffenbesitz ins Gefängnis kam, hatte er in diesem Jahr seine ersten erfolgreichen Veröffentlichungen, die teilweise sogar während seiner Haft entstanden. Das Mixtape Real hasta la muerte wurde positiv aufgenommen und mit Songs wie Liberace und 47 hatte er erste Erfolge in der spanischsprachigen Gemeinde der USA. Der Durchbruch kam Anfang 2017 mit der ersten offiziellen Single Sola, insbesondere durch einen Remix mit Daddy Yankee und Wisin. Er platzierte sich in den US-Latin-Charts und war darüber hinaus vor allem in Spanien erfolgreich. Dort erreichte er Platz 15 und hielt sich insgesamt über ein Jahr in den spanischen Top 100. Auf dem Nummer-eins-Latinalbum Odisea von Ozuna war er als Gast vertreten und hatte mit dem von ihm selbst mitgeschriebenen Song Bebé einen weiteren Hit.
Mitte 2018 folgte das Debütalbum von Anuel AA, das wie das vorherige Mixtape Real hasta la muerte heißt. Es brachte ihm mit Platz 51 die erste Platzierung in den offiziellen US-Charts. Das ausgekoppelte Lied Quiere beber wurde sein erster Top-10-Hit in Spanien und der Remix davon mit Romeo Santos sein erster Hit in den US-Singlecharts. Etwa zur gleichen Zeit nahm 6ix9ine den Song Bebé zusammen mit Anuel AA neu auf. Die neue Version wurde über den spanischsprachigen Raum hinaus ein internationaler Hit. Sie kam nicht nur auf Platz 1 der US-Latin-Charts, sondern auch in den offiziellen Singlecharts bis auf Platz 30. In Spanien wurde es der erste Nummer-eins-Hit mit seiner Beteiligung und europaweit erreichte es Chartplatzierungen. Mit Mala folgte zum Jahresende ein weiterer gemeinsamer Hit mit Platz 2 in Spanien als bester Platzierung. Daneben gab es in diesem Jahr weitere Top-10-Platzierungen in Spanien und in den US-Latincharts sowie zahlreiche Gold- und Platinschallplatten in beiden Ländern.
Anfang 2019 erschien die Single Secreto mit Karol G als Gast. Sie war sein erster eigener Nummer-eins-Hit in Spanien und ein weiterer internationaler Erfolg. Am 20. November 2020 im Vorfeld der Latin Grammy-Veranstaltung veröffentlichte er auf Instagram eine neue Version des Titels Me contagié, gerichtet an seinen Sohn, und gab damit gleichzeitig bekannt, sich aus dem Musikgeschäft zurückzuziehen und seine Karriere seinem Sohn zuliebe zu beenden. Nach 5 Monaten kam er wieder zurück und veröffentlichte sein Dou-Album Los Dioses  mit Ozuna, das wie seine vorherigen Alben Bestplazierungen in Lateinamerika und Spanien erreichte.

## Diskografie
Studioalben

| Jahr | Titel Musiklabel                               | Höchstplatzierung, Gesamtwochen, AuszeichnungChartplatzierungen (Jahr, Titel, Musiklabel, Platzierungen, Wochen, Auszeichnungen, Anmerkungen) | Höchstplatzierung, Gesamtwochen, AuszeichnungChartplatzierungen (Jahr, Titel, Musiklabel, Platzierungen, Wochen, Auszeichnungen, Anmerkungen) | Höchstplatzierung, Gesamtwochen, AuszeichnungChartplatzierungen (Jahr, Titel, Musiklabel, Platzierungen, Wochen, Auszeichnungen, Anmerkungen) | Höchstplatzierung, Gesamtwochen, AuszeichnungChartplatzierungen (Jahr, Titel, Musiklabel, Platzierungen, Wochen, Auszeichnungen, Anmerkungen) | Höchstplatzierung, Gesamtwochen, AuszeichnungChartplatzierungen (Jahr, Titel, Musiklabel, Platzierungen, Wochen, Auszeichnungen, Anmerkungen) | Höchstplatzierung, Gesamtwochen, AuszeichnungChartplatzierungen (Jahr, Titel, Musiklabel, Platzierungen, Wochen, Auszeichnungen, Anmerkungen) | Anmerkungen                                     |
| Jahr | Titel Musiklabel                               | DE | AT | CH | US | Latin | ES | Anmerkungen                                     |
| ---- | ---------------------------------------------- | --- | --- | --- | --- | --- | --- | ----------------------------------------------- |
| 2018 | Real hasta la muerte Real Hasta La Muerte      | — | — | — | US42 (26 Wo.)US | Latin1 ×6Sechsfachplatin · (135 Wo.)Latin | ES33 Gold · (47 Wo.)ES | Erstveröffentlichung: 13. Juli 2018             |
| 2020 | Emmanuel Real Hasta La Muerte / Sony Music     | — | — | CH15 (11 Wo.)CH | US8 (26 Wo.)US | Latin1 ×6Sechsfachplatin · (170 Wo.)Latin | ES1 Platin · (153 Wo.)ES | Erstveröffentlichung: 30. Mai 2020              |
| 2021 | Los dioses Real Hasta La Muerte / Aura Music   | — | — | CH17 (2 Wo.)CH | US10 (4 Wo.)US | Latin1 (20 Wo.)Latin | ES1 Gold · (35 Wo.)ES | Erstveröffentlichung: 22. Januar 2021 mit Ozuna |
| 2021 | Las leyendas nunca mueren Real Hasta La Muerte | — | — | CH96 (1 Wo.)CH | US30 (13 Wo.)US | Latin1 ×4Vierfachplatin · (42 Wo.)Latin | ES5 Gold · (120 Wo.)ES | Erstveröffentlichung: 26. November 2021         |
| 2022 | LLNM2 Real Hasta La Muerte                     | — | — | — | US30 (7 Wo.)US | Latin2 ×3Dreifachplatin · (38 Wo.)Latin | ES8 Gold · (77 Wo.)ES | Erstveröffentlichung: 9. Dezember 2022          |